# Oumar Diallo
Pour les articles homonymes, voir Diallo.
Oumar Diallo ou Omar Diallo, né le 28 septembre 1972, est un footballeur sénégalais. 
Il évoluait au poste de gardien de but. Il est actuellement formateur des gardiens du club sénégalais des Diambars FC.

## Biographie

### En club
Il a notamment joué pour l'Olympique de Khouribga au Maroc et Sakaryaspor en Turquie.

### En sélection
Il a été sélectionné à plusieurs reprises en équipe du Sénégal et a participé à la Coupe du monde 2002.